# Roger the Engineer
Albums de The Yardbirds
Five Live Yardbirds
(1964) Live Yardbirds: Featuring Jimmy Page
(1971)
Albums nord-américains des Yardbirds
Having a Rave Up
(1965) Little Games
(1967)
Roger the Engineer est un album de The Yardbirds sorti en 1966. Son véritable titre est simplement Yardbirds, ; il est également paru sous le titre Over, Under, Sideways, Down dans certains pays, notamment aux États-Unis. Le surnom Roger the Engineer vient de sa pochette, un dessin réalisé par le guitariste du groupe Chris Dreja, représentant l'ingénieur du son Roger Cameron.
C'est le second album du groupe, et le premier album studio du groupe sorti au Royaume-Uni (les albums For Your Love et Having a Rave Up sortis seulement aux Etats-Unis sont des compilations de chansons sortis en singles accompagnées d'enregistrements inédits). Réalisé en une semaine et produit par le bassiste Paul Samwell-Smith et le manager Simon Napier-Bell, c'est le seul album avec le guitariste Jeff Beck sur toutes les chansons, où celui-ci réalise une partition révolutionnaire pour l'époque, bien que le son reste collectif. Il rassemble plusieurs styles : Boogie-woogie, Rhythm and blues ou des influences orientales.
Le magazine Rolling Stone a placé l'album en 2003 en 349e position de son classement des 500 plus grands albums de tous les temps, et en 350e position en 2012,. Il est également cité dans l'ouvrage de référence de Robert Dimery Les 1001 albums qu'il faut avoir écoutés dans sa vie.

## Enregistrement
Le single Over Under Sideways Down, ainsi que sa face B Jeff's Boogie, sont enregistrés en mono aux Advision Studios à Londres les 19 et 20 avril 1966,. Le reste de l'album (à l'exception de la chanson I Can't Make Your Way) est enregistré en stéréo du 31 mai au 4 juin 1966, également aux Advision,. Les chansons Over Under Sideways Down et Jeff's Boogie sont remixées en fausse stéréo durant ces sessions.
La chanson I Can't Make Your Way est enregistrée le 14 juin 1966 aux studios IBC à Londres avec Glyn Johns comme ingénieur du son.
Paul Samwell-Smith et Simon Napier-Bell ont produit l'album.

## Parution et réception
L'album est sorti par la Columbia Graphophone Company au Royaume-Uni le 15 juillet 1966 et par Epic Records aux États-Unis le 18 juillet 1966.
C'est le seul album des Yardbirds à apparaître dans le classement britannique en atteignant la 20e place. Aux États-Unis, il atteint la 52e place au classement Billboard 200, ce qui en fait l'album studio le mieux classé du groupe aux États-Unis. Il atteint la 8e place en Finlande. La chanson la plus connue de l'album, Over Under Sideways Down, est sortie en single en mai 1966, deux mois avant l'album.
Stephen Thomas Erlewine, dans une revue rétrospective AllMusic, considère l'album comme « le meilleur album studio individuel des Yardbirds, offrant certains de leurs meilleurs titres psychédéliques », mais pas « parmi les grands albums de son époque ».
Le magazine Rolling Stone a placé l'album en 2003 en 349e position de son classement des 500 plus grands albums de tous les temps, et en 350e position en 2012,. Il est également cité dans l'ouvrage de référence de Robert Dimery Les 1001 albums qu'il faut avoir écoutés dans sa vie.
Le groupe américain Nazz (avec Todd Rundgren) doit son nom à la chanson The Nazz Are Blue.

## Fiche technique

### Liste des chansons
Toutes les chansons sont créditées aux cinq membres du groupe – Roger the Engineer est le premier album des Yardbirds à ne contenir aucune reprise. Toutes les chansons sont enregistrées en stéréo, à l'exception de Over Under Sideways Down et Jeff's Boogie.
| 1. | Lost Woman               | 3:16 |
| 2. | Over Under Sideways Down | 2:24 |
| 3. | The Nazz Are Blue        | 3:04 |
| 4. | I Can't Make Your Way    | 2:26 |
| 5. | Rack My Mind             | 3:15 |
| 6. | Farewell                 | 1:29 |

| 7.  | Hot House of Omagararshid  | 2:39 |
| 8.  | Jeff's Boogie              | 2:25 |
| 9.  | He's Always There          | 2:15 |
| 10. | Turn into Earth            | 3:06 |
| 11. | What Do You Want           | 3:22 |
| 12. | Ever Since the World Began | 2:09 |

1. ↑  La version mono dure 2:27

## Personnel
The Yardbirds
- Keith Relf : chant (sauf The Nazz Are Blue), harmonica
- Jeff Beck : guitare solo, chant sur The Nazz Are Blue, basse sur Over, Under, Sideways, Down
- Chris Dreja : guitare rythmique, chœurs, piano
- Paul Samwell-Smith : basse (sauf Over, Under, Sideways, Down), chœurs
- Jim McCarty : batterie, chœurs, percussion

Equipe technique
- Paul Samwell-Smith : production
- Simon Napier-Bell : production
- Roger Cameron (surnommé "Roger the Engineer") : ingénieur du son (sauf I Can't Make Your Way)
- Glyn Johns : ingénieur du son sur I Can't Make Your Way
- Chris Dreja : illustration de l'album
- Jim McCarty : notes de l'album